# Rumänien i olympiska sommarspelen 1964
Rumänien deltog med 138 deltagare vid de olympiska sommarspelen 1964 i Tokyo. Totalt vann de två guldmedaljer, fyra silvermedaljer och sex bronsmedaljer.

## Medaljer

### Guld
- Iolanda Balaș - Friidrott, höjdhopp.
- Mihaela Peneș - Friidrott, spjutkastning.

### Silver
- Valeriu Bularca - Brottning, grekisk-romersk stil, lättvikt.
- Andrei Igorov - Kanotsport, C-1 1000 meter.
- Hilde Lauer - Kanotsport, K-1 500 meter.
- Ion Tripșa - Skytte, snabbpistol.

### Brons
- Dumitru Pârvulescu - Brottning, grekisk-romersk stil, flugvikt.
- Ion Cernea - Brottning, grekisk-romersk stil, bantamvikt.
- Lia Manoliu - Friidrott, diskuskastning.
- Aurel Vernescu - Kanotsport, K-1 1000 meter.
- Simion Cuciuc, Atanase Sciotnic, Mihai Ţurcaş och Aurel Vernescu - Kanotsport, K-4 1000 meter.
- Hilde Lauer och Cornelia Sideri - Kanotsport, K-2 500 meter.